# Sint-Dominicuskerk (Leeuwarden, 1850)
De Sint-Dominicuskerk was een rooms-katholiek kerkgebouw aan de Speelmansstraat in de stad Leeuwarden in de Nederlandse provincie Friesland.

## Geschiedenis
De kerk was gewijd aan de heilige Dominicus. De neoclassicistische kerk werd in 1850 gebouwd naar ontwerp van architect Theo Molkenboer. De waterstaatskerk op de hoek van de Speelmansstraat/Bontepapesteeg verving een zolderkerk (in het begin een schuilkerk) op dezelfde plaats. Het orgel uit 1866 werd gemaakt door Adema. In 1880 werd de kerk aan de achterzijde uitgebreid met de Sint Anthoniuskerk.

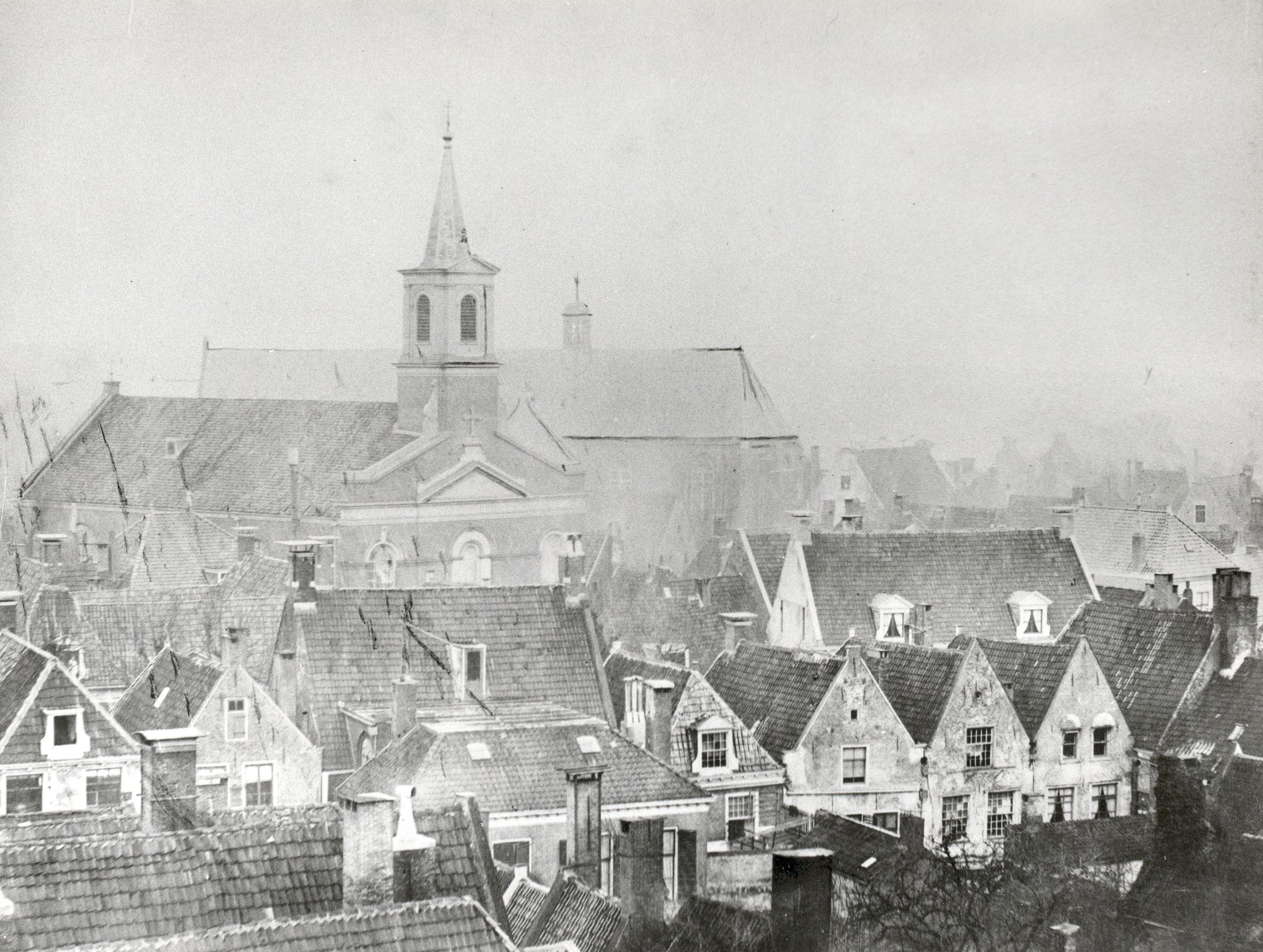
Panorama met de Sint-Dominuskerk in Speelmansstraat vanaf de Nieuwe Toren (1877)
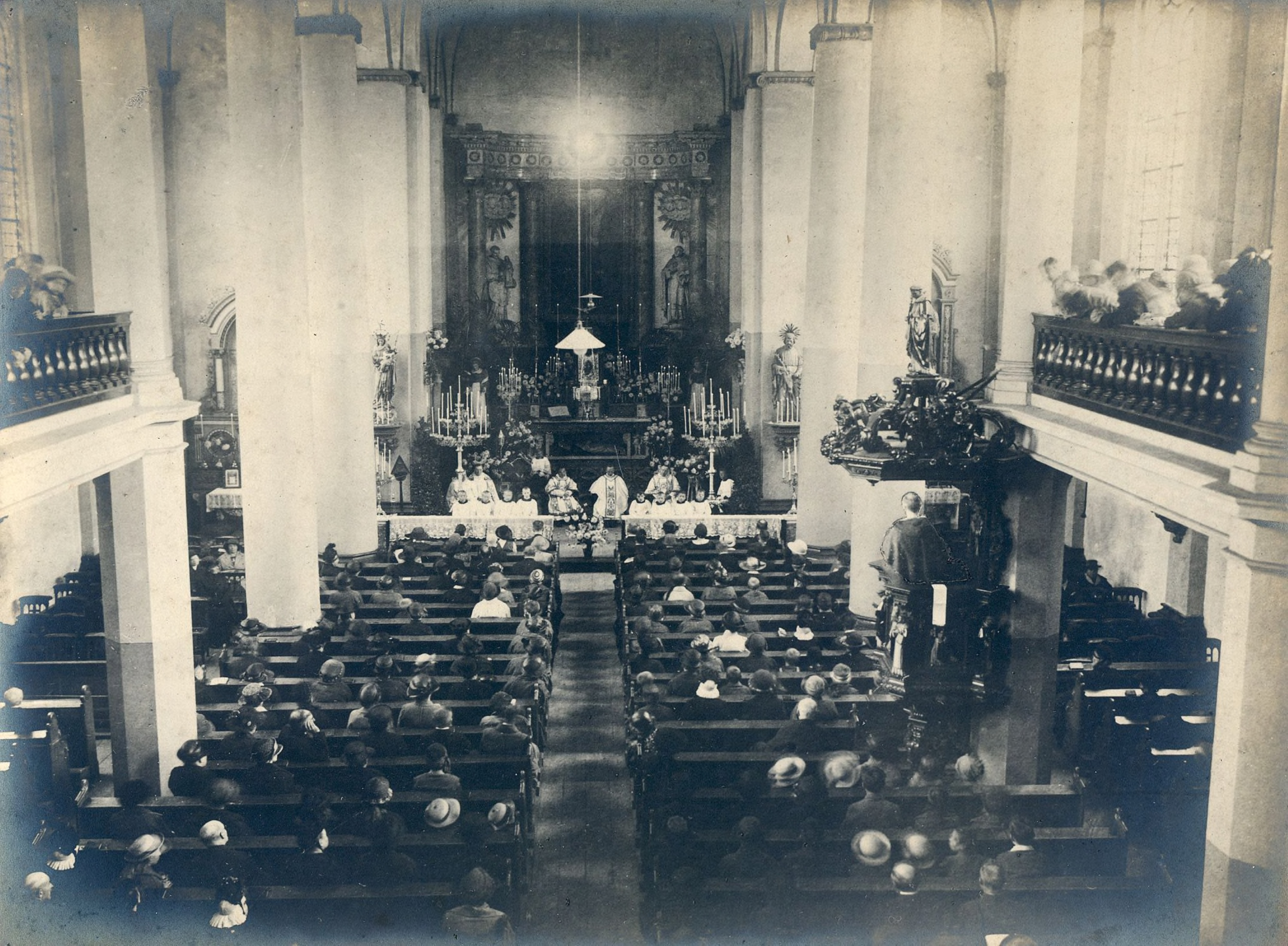
Heilige mis in 1924
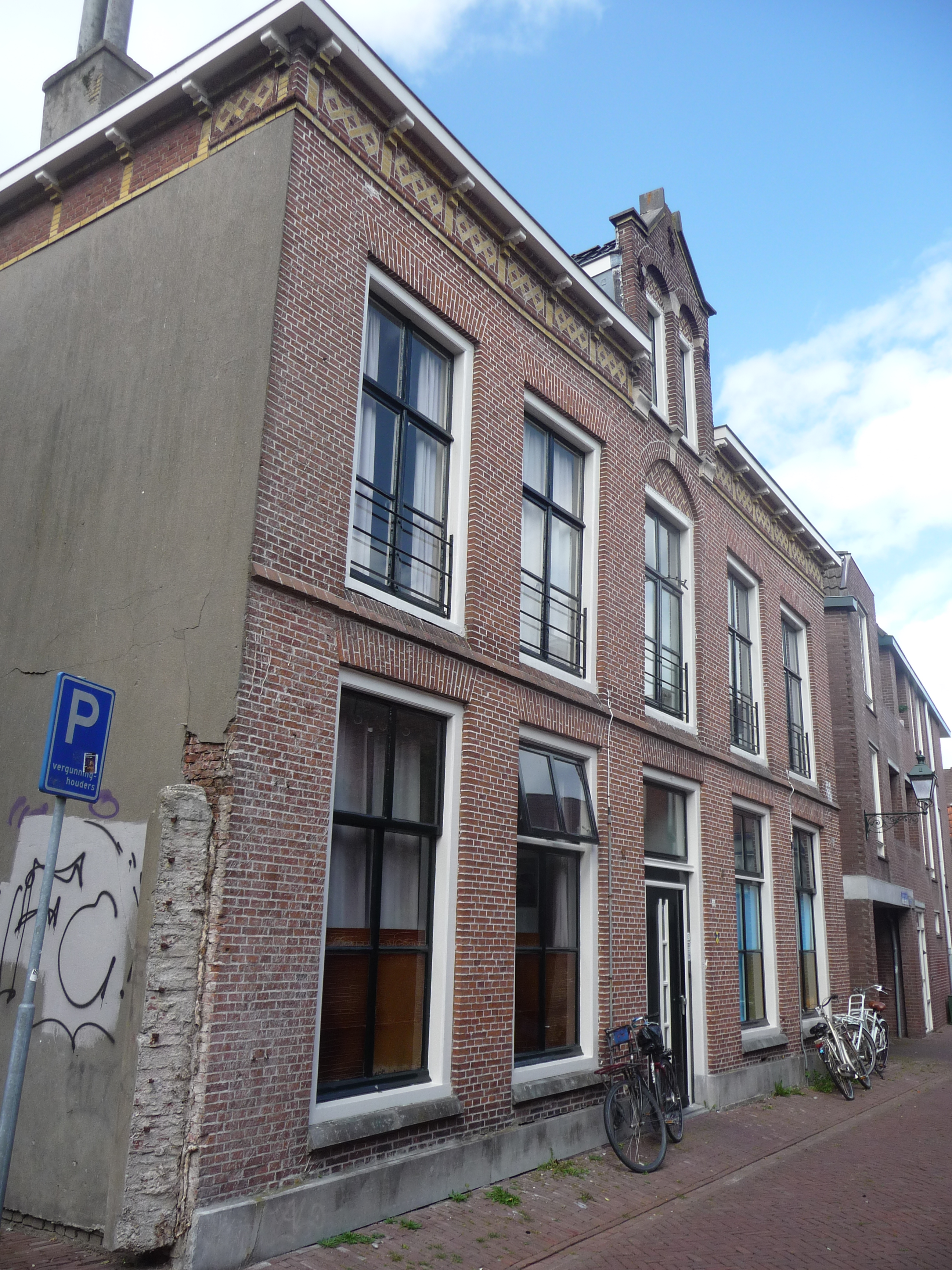
De pastorie in de Speelmansstraat (2021)
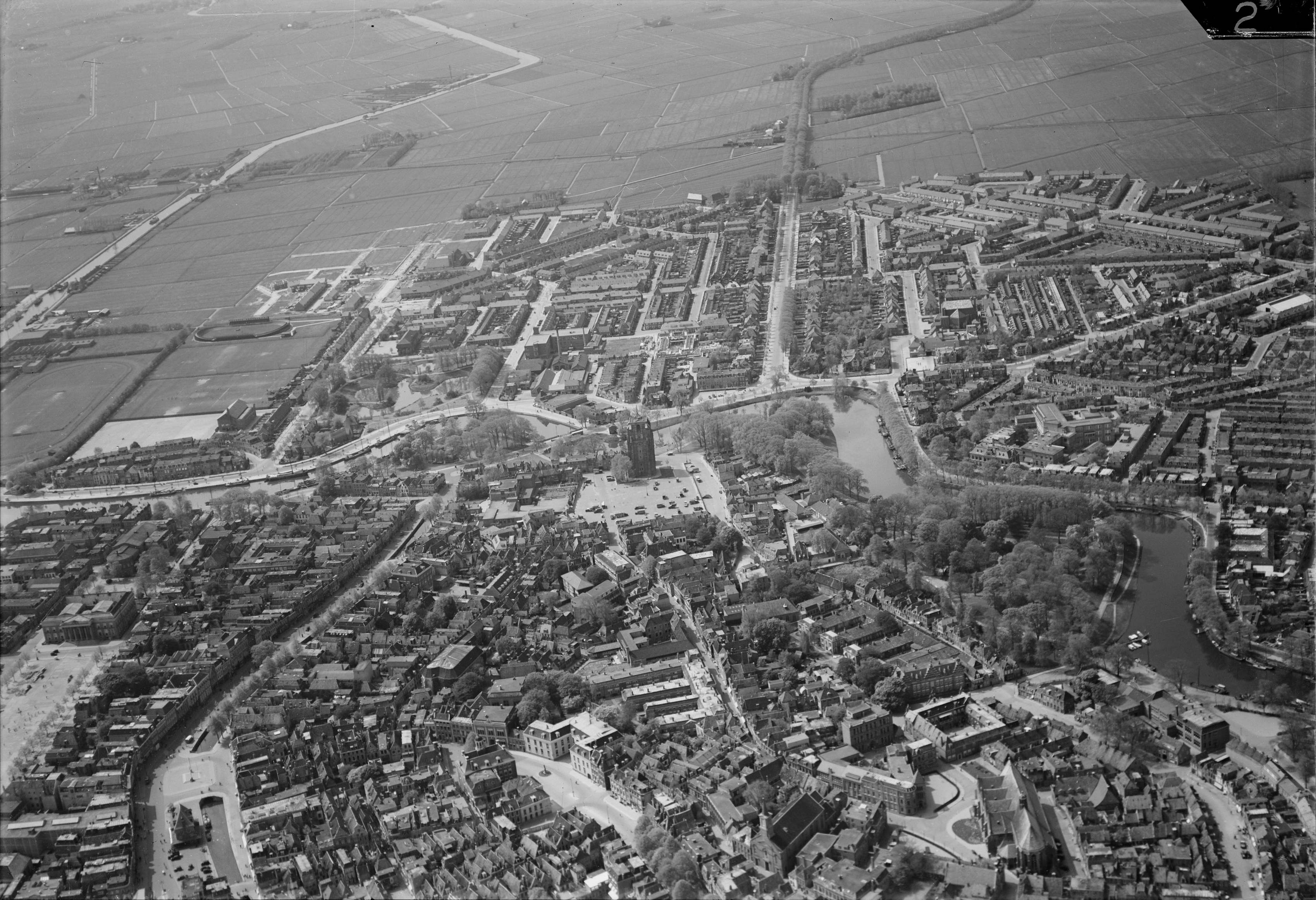
Luchtfoto van Leeuwarden met daarop onderaan, rechts van het midden de oude Sint Dominicuskerk

In 1937 werd het orgel in een nieuwe omkasting in de nieuwe Sint-Dominicuskerk aan de Harlingerstraat geplaatst. Op Paasmaandag 1937 werd afscheid genomen van het kerkgebouw aan de Speelmansstraat en werd de nieuwe kerk aan de Harlingerstraat ingewijd. Op 6 juli 1937 werd het kerkgebouw verkocht voor 5652 gulden aan een afbraakhandel om het voor 1 oktober te slopen.
De naam van de Bontepapesteeg die naast de kerk lag herinnert nogaltijd aan de dominicaanse geestelijken die hier eeuwen lang in hun gekleurde gewaden langs kwamen.